# 전필순
전필순(全弼淳, 일본식 이름: 平康米洲히라야스 베이슈, 1897년 ~ 1977년)은 한국의 장로교 목사이다. 부인은 교육인 차사백이다.

## 생애
경기도 용인 출신이다. 개신교 교회에 나가기 시작한 것은 10대 초반인 1909년부터이며, 1914년 세례를 받았다. 당시 용인 지역에는 경성부의 연동교회에서 농촌 전도를 목적으로 파견한 팀이 내려와 있었는데, 전필순은 이들의 영향을 받아 농촌 활동을 함께 하다가 1919년에는 연동교회 조사(助事)로 발탁되었다.
이 무렵 개신교 계열 인물들이 많이 참여한 3·1 운동이 발생하면서 전필순도 박용희의 지도에 따라 가담한 적이 있고, 이후 세워진 상하이의 대한민국 임시정부와 연락을 계속하다가 대동단 사건에 연루되어 징역 1년형을 선고받고 복역했다. 3·1 운동의 좌절 이후 독립 운동은 여러 갈래로 발전하게 되는데, 전필순은 옥중에서 장기적인 실력양성과 구국계몽의 필요성을 절감하고 출옥한 뒤 기독교 문화사업을 중심으로 강연회 등에 참가했다.
이러한 활동이 여의치 않자 1922년부터 4년간 고베신학교에 유학하였으며, 잠시 연동교회 전도사를 거친 뒤 1927년 경기노회에서 목사 안수를 받아 묘동교회 담임 목사가 되었다. 1931년에는 묘동교회에서 사임을 한 뒤 계속 뜻을 두고 있던 기독교 문화사업의 일환으로 장로교와 감리교가 공동 설립한 기독교보사의 기자를 맡았고, 이후 전필순이 개인 명의로 기독교보사를 인수하여 1933년 사장이 되었다. 그러나 이렇게 기독교보사를 인수하는 과정에서 윤치호, 양주삼, 정인과 등 교계 인물들의 반발을 겪게 되었다. 이전까지는 반일 인사로 분류되던 전필순은 이 무렵부터 차츰 조선총독부와 가까워지면서 친일파 인물로 불리게 되었다.
1941년 다시 연동교회의 위임목사를 맡고 경기노회 회장으로서 장로회 총회에서 부의장으로 당선되는 등 교계의 지도자로 활동하며 황민화 운동에도 적극 나섰다. 중일 전쟁 기간 동안 지방을 순회하면서 전쟁협력을 권유하였고, 교회 내에 가미다나를 설치할 것과 황도연구회를 설립할 것을 결의했으며, 특히 1943년 친일성이 강한 혁신교단을 조직하고 통리를 맡았으나 교단 내의 심한 반발에 부딪혀 한달 만에 무산된 바 있다.
광복 후인 1949년 반민족행위처벌법에 따라 구속되어 마포형무소에 수감되었으나 기소유예 처분을 받았다. 개신교 내에서 전필순과 같이 친일 행적이 뚜렷했던 정인과, 정춘수 등은 반민특위에 체포된 뒤 친일 논란 속에 교계에 다시 복귀하지 못했다. 그러나 전필순은 교인들에게 신임을 물은 뒤 '다같이 죄를 범했는데 누굴 돌로 칠 수 있겠느냐'는 논리에 따라 재신임을 받았다.
반민특위에서 풀려난 전필순은 52년 8.5정부통령 선거와 56년 5.15정부통령 선거 때 이승만-함태영 지지운동/ 이승만-이기붕 지지운동을 앞장서서 전개하였다. 자유당 정권의 3.15부정선거에 맞서 일어났던 4월혁명 시기 새문안교회의 청년들이 발표한 성명에는 자유당 정권의 하수인 역할을 했던 전필순 목사를 규탄하는 내용이 있었다. 하지만, 그는 통합-합동 분열 이전의 예장 시대에 총회장을 지냈을 뿐만 아니라 경기노회장을 5년이나 역임하였다. 그리고 1977년 사망하였을 때 언론은 그를 '독립운동가'로 묘사하였다. (1949년 3월 12일자 조선일보. 제목은 "친일목사 전필순을 체포"
/ 1977년 2월 15일자 조선일보. 제목은 "독립운동가 전필순 목사 별세"로 신문에 기사가 있다)
특히 한국 전쟁 초기에 피난하지 않고 조선인민군 치하에서 교회를 지킨 일로 신임을 회복해 재기했다. 1955년 대한예수교장로회 총회의 부회장으로 다시 선임되었고, 1957년에는 총회장을 맡았다. 장로교는 1959년 합동과 통합으로 분열되는데, 전필순은 전 총회장으로서 통합 측의 중심인물이었다. 1961년 연동교회 원로목사로 추대되었고, 1962년 은퇴했다.

## 사후
2002년 발표된 친일파 708인 명단의 기타 부문과 2008년 공개된 민족문제연구소의 친일인명사전 수록예정자 명단의 종교 부문, 2009년 친일반민족행위진상규명위원회가 발표한 친일반민족행위 705인 명단에 모두 포함되었다.

## 같이 보기
- 대동단 사건
- 혁신교단
- 연동교회
- 대한예수교장로회
- 차사백

## 참고자료
- 반민족문제연구소 (1993년 4월 1일). 〈전필순 : 혁신교단 조직한 기독교 황민화의 앞잡이 (김승태)〉. 《친일파 99인 3》. 서울: 돌베개. ISBN 9788971990131.
- 김수진 (2005년 9월 20일). 〈제42회 총회장 전필순 목사 (1957-1958년)〉. 《총회를 섬겨온 일꾼들》. 서울: 한국장로교출판사. ISBN 8939806433.